# Erugocentrus
 (novembre 2023).
Genre
Erugocentrus est un genre fossile de poissons à nageoires rayonnées de l’ordre des Beryciformes.

## Répartition
Des restes fossiles d’Erugocentrus ont été mis au jour en Italie.

## Classification
Le genre Erugocentrus a été créé en 1975 par le paléontologue et anthropologue croate Jakov Radovčić (d) (1946-2021).